# West Oliver (Dakota del Norte)
West Oliver es un territorio no organizado ubicado en el condado de Oliver en el estado estadounidense de Dakota del Norte. En el Censo de 2010 tenía una población de 399 habitantes y una densidad poblacional de 0,54 personas por km².

## Geografía
West Oliver se encuentra ubicado en las coordenadas 47°6′39″N 101°35′35″O / 47.11083, -101.59306. Según la Oficina del Censo de los Estados Unidos, West Oliver tiene una superficie total de 742.24 km², de la cual 739.31 km² corresponden a tierra firme y (0.39%) 2.92 km² es agua.

## Demografía
Según el censo de 2010, había 399 personas residiendo en West Oliver. La densidad de población era de 0,54 hab./km². De los 399 habitantes, West Oliver estaba compuesto por el 99.25% blancos, el 0% eran afroamericanos, el 0.75% eran amerindios, el 0% eran asiáticos, el 0% eran isleños del Pacífico, el 0% eran de otras razas y el 0% pertenecían a dos o más razas. Del total de la población el 0.25% eran hispanos o latinos de cualquier raza.